# Arnold Harberger
Arnold Harberger (ur. 27 lipca 1924 w Newark) – amerykański ekonomista i wykładowca akademicki.
Twórca koncepcji Trójkąta Harbergera, wiążącego się z zjawiskiem zbędnej starty społecznej. Wykładowca University of Chicago i Uniwersytetu Kalifornijskiego w Los Angeles. Jego prace traktują m.in. o analizie kosztów i korzyści, finansach publicznych, polityce podatkowej, teorii optymalnego opodatkowania, opodatkowaniu międzynarodowego przepływu kapitału czy polityce monetarnej.
Harbeger jako profesor University of Chicago obok Friedmana był wykładowcą większości ekonomistów z grupy Chicago Boys i miał na nich duży wpływ. Ponad pięćdziesięciu studentów Harbergnera zajmowało ważne stanowiska polityczne (takie jak: premier, minister czy prezes banku centralnego), głównie w Ameryce Łacińskiej.
W 1997 roku był przewodniczącym American Economic Association.